# 1999 (album)
1999 je prvi miksani album američkog repera Joeyja Badassa koji je objavljen 12. lipnja 2012. godine pod diskografskom kućom Cinematic Music Group. Na albumu gostuju izvođači iz njegovog kolektiva Pro Era, kao što su Capital STEEZ, CJ Fly i Chuck Strangers. Producenti na albumu su Statik Selektah, MF Doom, kao i Chuck Strangers, te mnogi drugi. Joey Badass je objavio četiri spota s albuma za pjesme "Survival Tactics", "Hardknock", "Waves" i "FromdaTomb$".

## Popis pjesama
| Br. | Skladba | Producent                        | Trajanje |
| --- | --- | -------------------------------- | -------- |
| 1.  | »Summer Knights« | Chuck Strangers                  | 1:56     |
| 2.  | »Waves« | Freddie Joachim                  | 3:31     |
| 3.  | »FromdaTomb$« (featuring Chuck Strangers)                                                                                                   | Chuck Strangers, Statik Selektah | 3:24     |
| 4.  | »Survival Tactics« (featuring Capital STEEZ)                                                                                                | Vin Skully                       | 3:22     |
| 5.  | »Killuminati« (featuring Capital STEEZ) | Knxwledge                        | 2:33     |
| 6.  | »Hardknock« (featuring CJ Fly) | Lewis Parker                     | 5:18     |
| 7.  | »World Domination« | MF Doom                          | 2:42     |
| 8.  | »Pennyroyal« | MF Doom                          | 2:48     |
| 9.  | »Funky Ho'$« | Lord Finesse                     | 4:29     |
| 10. | »Daily Routine« | Chuck Strangers                  | 2:58     |
| 11. | »Snakes« (featuring T'nah Apex) | J Dilla                          | 4:19     |
| 12. | »Don't Front« (featuring CJ Fly) | Statik Selektah                  | 4:21     |
| 13. | »Righteous Minds« | Bruce LeeKix                     | 3:44     |
| 14. | »Where It'$ At« (featuring Kirk Knight) | J Dilla                          | 4:08     |
| 15. | »Suspect« (featuring Capital STEEZ, CJ Fly, Chuck Strangers, Dyemond Lewis, NYCk Caution, Kirk Knight, Rokamouth, T'nah Apex & Dessy Hinds) | Chuck Strangers                  | 11:46    |

## Nadnevci objavljivanja
| Država                     | Nadnevak         | Format             | Diskografska kuća     | Izvor |
| -------------------------- | ---------------- | ------------------ | --------------------- | ----- |
| Sjedinjene Američke Države | 12. lipnja 2012. | digitalni download | Cinematic Music Group | [ 4 ] |

## Vanjske poveznice
- 1999 na Discogsu